# Гвоздики Ївги
Гвоздики Ївги, гвоздика Ївги (Dianthus eugeniae) — вид рослин з родини гвоздикових (Caryophyllaceae), поширений в Україні та європейській частині Росії.

## Опис
Багаторічна рослина 40–70 см заввишки. Листки лінійні, 2–5 мм шириною. Приквіткові луски доходять до зубців чашечки, коротко загострені. Чашечка 15–18 мм довжиною. Пластинки пелюсток рожеві.

## Поширення
Поширений в Україні та європейській частині Росії; у Молдові — регіонально вимер.
В Україні вид зростає на узліссях лісів, серед чагарників і на схилах — у Лівобережному Лісостепу, зрідка.